# Bedřich Šupčík
Bedřich Šupčík (Wenen, 22 oktober 1898 - Horosedly, 11 juli 1957) was een Tsjecho-Slowaaks turner.
Šupčík won tijdens de Olympische Zomerspelen 1924 de gouden medaille bij het touwklimmen en de bronzen medaille in de meerkamp, bij de toestellen was de vijfde plaats aan de ringen zijn beste prestatie. Šupčík won in 1928 olympisch zilver in de landenwedstrijd, individueel was de zesde plaats aan de ringen zijn beste prestatie.

## Resultaten

### Olympische Zomerspelen
| Jaar | Plaats    | Resultaten |
| ---- | --------- | --- |
| 1924 | Parijs    | bij het touwklimmen in de meerkamp 15e op sprong 9e aan de brug 16e aan de rekstok 5e aan de ringen 22e op het paard voltige 6e bij de zijwaartse sprong |
| 1928 | Amsterdam | in de landenwedstrijd 21e in de meerkamp 78e op sprong 4e aan de brug 14e aan de rekstok 6e aan de ringen 19e op het paard voltige                       |

1896: Nikolaos Andriakopoulos ·
1904: George Eyser ·
1924: Bedřich Šupčík ·
1932: Raymond Bass ·
- International Standard Name Identifier: 0000 0000 5640 8305
- Nationale Bibliotheek van Tsjechië: jo20000074532
- Virtual International Authority File: 84112355